# فریب (فیلم ۲۰۰۴)
«فریب» (انگلیسی: Deceit (2004 film)) فیلمی در ژانر جنایی و درام است که در سال ۲۰۰۴ منتشر شد. از بازیگران آن می‌توان به مارلو توماس، واندی کرتیس-هال، برت کالن، و ویلیام دیون اشاره کرد.